# Love Me Like You Mean It
«Love Me Like You Mean It» — песня американской кантри-певицы и автора-исполнителя Келси Баллерини, вышедшая 8 июля 2014 года в качестве первого сингла с её дебютного студийного альбома The First Time (2015). Песня достигла позиции № 1 в американском хит-параде Billboard Country Songs. Авторами песни выступили Баллерини, Josh Kerr, Forest Glen Whitehead и Lance Carpenter. Песня получила платиновый статус в США.

## История
«Love Me Like You Mean It» Сингл дебютировал на 60-м месте в американском радиоэфирном кантри-чарте Billboard Country Airplay в дату с 18 октября 2014 года. Он также дебютировал на 48-м месте в Hot Country Songs в дату с 13 декабря. Сингл достиг 45-е место в мультижанровом хит-параде Billboard Hot 100 в дату с 27 июля 2015 года.
К маю 2016 года в США было продано 596 тыс. копий сингла и 14 июля 2015 года он получил золотой статус и 4 августа 2016 года — платиновый статус в США (RIAA). Сингл был на третьем месте Canada Country и на 61-м месте в Canadian Hot 100, получил золотой статус в Канаде.
«Love Me Like You Mean It» достиг первого места в кантри-чарте Billboard Country Airplay в дату с 4 июля 2014 года и стал первым дебютным синглом и сразу чарттоппером сольной певицы (и первым для Баллерини) впервые после Carrie Underwood с хитом «Jesus, Take the Wheel» в 2006 году; он также сделал её первой женской кантри-исполнительницей совершившей такое достижение на независимом лейбле.
Песня получила положительные отзывы музыкальных критиков: Taste of Country, Billboard.

## Музыкальное видео
Режиссёром акустического музыкального видео выступил Robert Chavers, а премьера состоялась в ноябре 2014.
Официальное музыкальное видео было снято в Нашвилле режиссёром Kristin Barlowe, а премьера состоялась в марте 2015 года.
Музыкальное видео было номинировано на премию 2015 года CMT Music Awards в категории Breakthrough Video of the Year, но уступило клипу Сэма Ханта «Leave the Night On».

## Список треков
| №  | Название                   | Длительность |
| -- | -------------------------- | ------------ |
| 1. | «Love Me Like You Mean It» | 3:19         |

| №  | Название                                       | Длительность |
| -- | ---------------------------------------------- | ------------ |
| 1. | «Love Me Like You Mean It» (Country Dance Mix) | 3:35         |

| №  | Название                                                            | Длительность |
| -- | ------------------------------------------------------------------- | ------------ |
| 1. | «Love Me Like You Mean It» (featuring Kelsea Ballerini) (Dance Mix) | 3:28         |

| №                   | Название                   | Длительность |
| ------------------- | -------------------------- | ------------ |
| 1.                  | «Love Me Like You Mean It» | 3:03         |
| 2.                  | «Untitled»                 | 3:03         |
| 3.                  | «Untitled»                 | 3:03         |
| 4.                  | «Research Hook #1»         | 0:18         |
| 5.                  | «Research Hook #2»         | 0:10         |
| Общая длительность: | Общая длительность:        | 9:37         |

## Чарты
| Чарт (2014-15)                      | Высшая позиция |
| ----------------------------------- | -------------- |
| Канада (Billboard Canadian Hot 100) | 61             |
| Канада (Billboard Country)          | 3              |
| США (Billboard Hot 100)             | 45             |
| США (Billboard Country Airplay)     | 1              |
| США (Billboard Hot Country Songs)   | 5              |

| Чарт (2015)                       | Позиция |
| --------------------------------- | ------- |
| США Country Airplay (Billboard)   | 36      |
| США Hot Country Songs (Billboard) | 27      |

## Сертификации
| Регион | Сертификация | Продажи             |
| --- | ------------ | ------------------- |
| Канада (Music Canada) | Золотой      | 40 000              |
| США (RIAA) | Платиновый   | 1,000,000 / 596,000 |
| * Данные о продажах приведены только на основе сертификации. · ^ Данные о тиражах приведены только на основе сертификации. · Данные о продажах + прослушиваниях приведены только на основе сертификации. |              |                     |